# 怪誕城之夜 (電影)
《聖誕夜驚魂》（英語：The Nightmare Before Christmas 又名 Tim Burton's The Nightmare Before Christmas）是一部於1994年上映，由提姆·波頓創作和監製的奇幻動畫電影（黏土動畫、人偶動畫、定格模型動畫），導演亨利·謝利克（Henry Selick）、製片丹尼斯·狄諾維（Denise DiNovi）和配樂、歌曲創作丹尼·葉夫曼（Danny Elfman）都是提姆·波頓長期合作的夥伴，主題仍是提姆·波頓擅長的怪誕離奇故事和畫面，獲得奧斯卡金像獎最佳視覺效果提名。
2006年，華特迪士尼影業將原本由试金石影業製作的《聖誕夜驚魂》製作成3D版立體映像電影，在影院上映時，觀眾需戴3D眼鏡觀看，影片內的畫面都變得更生動逼真。

## 劇情
「怪誕城」是一個充滿恐怖氣氛的地方，住這裡的居民都以嚇人為樂，而居住在萬聖城世界的首腦人物南瓜王阿Jack，對於萬聖城在每年萬聖夜一成不變的慶祝模式已經感到有些無聊，決心想要為這一成不變的慶祝方式做些改變。而在一次偶然的機會中，阿Jack無意間走到了森林的另一端，從六株設有通往不同節慶世界大門的大樹裡，挑選其中一株大樹的門進去探索，發現了他從未見過的歡樂城鎮「聖誕城」，這個充滿奇風異俗，充滿祥和氣氛，且和怪誕城風格大相逕庭的美麗城鎮讓他大感驚訝。喜出望外的阿Jack返回萬聖城向所有居民分享他的見聞，但有鑒於先前萬聖城對於聖誕節的概念一無所知，所以將一切都與他們對萬聖節的想法進行了比較。然而，它們確實與聖誕鎮的一個角色有關：它的統治者，聖誕老人。
為了充分進一步研究聖誕節並找到一種合理解釋聖誕節的方法，阿Jack待在家裡費盡心思專注研究此事，但在接連進行研究和實驗都一無所穫後，他最終決定聖誕節應該得到改善而不是被理解，並宣布今年的聖誕節將由萬聖節小鎮接管。於是阿Jack便開始召集動員所有萬聖城的人，決定仿照聖誕城的模式創造一個屬於怪誕城的聖誕節，而他自己則扮演聖誕老人的角色。結果他們準備了士的糖蛇、被鬼魂咐上的熊蛙蛙、恐怖鴨子和人頭等來當禮物，還吩咐怪博士做了八隻骷髏麋鹿駕駛雪橇。但在阿Jack積極籌備該次行動的期間，怪博士創造的女性人造生命、同時暗戀著阿Jack的莎莉經歷了一個異象，預見眾人的行動將會招致災難性的後果，她試圖警告阿Jack，但是阿Jack將她的諫言置之腦後，還委託她幫忙製作聖誕老人的套裝。
阿Jack派遣搗蛋小鬼三人組Lock、Shock、Barrel聖誕老人綁架到萬聖城，他向聖誕老人說明自己並沒有惡意，只是今年會代為處理聖誕節的事務，命令三人組保護聖誕老人的安全，然而事情出乎阿Jack的意料：三人組違背他的命令，反而將聖誕老人交給萬聖城最惡名昭彰的大壞蛋烏基布基（Oogie Boogie），後者甚至計劃著要毀滅聖誕老人。當莎莉獲知聖誕老人陷入危機，警覺事態嚴重時，她試圖營救聖誕老人，將他和傑克從他們可能發生的、最糟糕的命運中解救出來，但她也被烏基布基逮住了。
興奮不已的阿Jack正式騎乘骷髏馴鹿雪橇車，正式抵達現實世界，準備將禮物分贈給各地的小朋友，然而這項舉動卻在現實世界引發了連串嚴重的後果：先是收獲駭人的萬聖城禮物的各個家戶被嚇得驚慌失色，完全破壞了聖誕節的氣氛，造成大眾陷入恐慌之中，接著受害者們聯繫政府，請求出面處理此事，紛紛躲在各自的住處裡封鎖門戶。當阿Jack的違法事蹟傳開後，政府派遣軍隊追擊阿Jack，將他從空中擊落，令後者墜入一片墓地裡。萬聖節鎮的所有人都悲痛地認為阿Jack已經死了，但其實阿Jack在這次的攻擊行動中僥倖存活，當他感嘆自己釀成的災難時，他發現自己仍然很享受這段經歷，還重新點燃了他對萬聖節的熱愛，但也很快意識到他必須迅速採取行動，徹底收拾他留給大眾的爛攤子。
阿Jack返回萬聖城並潛入烏基布基的藏身處，不但成功救出聖誕老人和莎莉，還正式和烏基布基對峙，逮住機會解開將烏基布基身上的布料連接在一起的線擊潰他，導致烏基布基體內的所有蟲子溢出並使其化為烏有。稍後阿Jack為自己闖下大禍一事向聖誕老人致歉，儘管聖誕老人對阿Jack造成的麻煩感到憤怒並且沒有理會莎莉的預警，但是聖誕老人向阿Jack保證，他仍然可以拯救聖誕節。這次聖誕老人乘坐馴鹿雪橇車前往現實世界，將真正的禮物交給眾人，順勢取走了那些讓人們飽受驚嚇的萬聖城禮物，萬聖城的所有人都在慶祝傑克的倖存和回歸。聖誕老人為阿Jack與萬聖城帶來一場降雪，表明他們之間沒有怨恨，這在某種程度上實現了傑克最初的夢想，也讓居民們終於意識到聖誕節的真正意義。故事的尾聲，莎麗趁著萬聖城沉浸在聖誕節的歡樂氣氛時，獨自走到某個小丘上，阿Jack隨後抵達，雙方正式坦承對彼此的心意。

## 角色
- 克里斯·薩蘭登（英语：Chris Sarandon）（配音）與丹尼·葉夫曼（演唱） 飾演 南瓜王阿Jack（Jack Skellington）
- 凱薩琳·歐·哈拉 飾演 莎莉（Sally）
- 威廉·希基（英语：William Hickey (actor)） 飾演 怪博士（Doctor Finklestein）
- 格蘭·沙迪斯（英语：Glenn Shadix） 飾演 市長（Mayor）
- 烏基布基（Oogie Boogie）
- 零零（Zero）
- 鎖頭（Lock）
- 驚嚇（Shock）
- 桶裝（Barrel）

## 評價
《聖誕夜驚魂》收穫了多數影評人的好評。根據爛蕃茄上收集的90篇專業影評文章，其中85篇給出了「新鮮」的正面評價，「新鮮度」為94%，平均得分8.2分（滿分10分）。
影評人羅傑·伊伯特給予了本片積極的評價，伊伯特認為《聖誕夜驚魂》的視覺效果與《星際大戰》一樣具有革命性，且表示電影「充滿想像力，帶給我們一個全新的世界。」。
爛番茄在2022年10月整理的46部最佳兒童萬聖節電影中，本片排名第6名，同年11月在爛番茄發表的「有史以來最佳聖誕節電影」排行榜位居第4名。12月在該站發表「39部有史以來最佳聖誕節恐怖片」排行榜名列榜首。

## 榮譽
電影被提名至奧斯卡最佳視覺效果獎和雨果獎最佳戲劇表現。《聖誕夜驚魂》獲得了土星獎最佳奇幻電影，而葉夫曼則贏得最佳音樂獎。葉夫曼還被提名最佳電影配樂。該電影還被提名2008年，由美國電影學會評選的AFI十大類型十大佳片中，但未能入選。

## 外部連結
- AllMovie上《聖誕夜驚魂》的资料（英文）
- 大卡通資料庫上《聖誕夜驚魂》的資料（英文）

- 互联网电影数据库（IMDb）上《聖誕夜驚魂》的资料（英文）
- Box Office Mojo上《聖誕夜驚魂》的資料（英文）
- 爛番茄上《聖誕夜驚魂》的資料（英文）
- Metacritic上《聖誕夜驚魂》的資料（英文）